# Segrest infernal
Segrest infernal (títol original: The Way of the Gun) és una pel·lícula estatunidenca dirigida per Christopher McQuarrie, estrenada el 2000. Ha estat doblada al català. Primera realització del guionista Christopher McQuarrie, barreja film negre i western-spaghetti.

## Argument
Parker i Longbaugh, dos truans sense nivell, segresten Robin, la mare de lloguer d'un home de negocis anomenat Hale Chidduck. Aquest últim, lligat a la màfia italo-americana, recluta un "porta-maleta" anomenat Joe Sarno per negociar i intentar recuperar el seu futur fill, sense pagar el rescat demanat pels raptors...

## Repartiment
- Ryan Phillippe: Parker
- Benicio del Toro: Longbaugh
- Juliette Lewis: Robin
- James Caan: Joe Sarno
- Taye Diggs: Jeffers, un guardaespatlles  de Robin
- Nicky Katt: Obecks, un guardaespatlles  de Robin
- Jan Jensen: el recepcionista
- Neil Pollock: l'entrevistador
- Irene Santiago: la prostituta
- James Coffey: el cambrer (no surt als crèdits)
- Paul Angel Flores: l'amo del bar (no surt als crèdits)
- Geoffrey Lewis: Abner Mercer
- Henry Griffin: P. Whipped
- Dylan Kussman: Dr. Allen Painter
- Scott Wilson: Hale Chidduck
- Sarah Silverman

## Al voltant de la pel·lícula
- Way of the Gun va reunir Juliette Lewis i el seu pare Geoffrey Lewis. Les escenes  de trets  han estat preparades per un antic membre de l'US Marina Corps, que és el germà del director.
- Sembla que els noms dels protagonistes Parker i Longbaugh són un homenatge als famosos fora de la llei americans Butch Cassidy i Sundance Kid, de nom real Robert Parker i Harry Longabaugh.
- Crítica: "Un atípic neowestern claustrofòbic, salvatge, esquizofrènicament còmic (...) El millor: el subtil i potent treball amb la càmera. (...) Puntuació: ★★★★ (sobre 5)"[3]